# Dono
Dono, właśc. Tomasz Donocik (ur. 1 maja 1978 w Chorzowie) – polski raper, producent muzyczny, autor tekstów i realizator dźwięku, znany przede wszystkim jako założyciel i lider grupy Tewu. Współwłaściciel wytwórni Wyrwani Recordz. Występował również w zespole Recluz.
Współpracował z takimi wykonawcami, jak Pih, Peja, Mei, DJ Zel, White House, Ero, Bonus RPK, czy Słoń.

## Biografia
Zasiadał w jury w wydarzeniach m.in. Wojna o Śląsk, I Love Diss Game, RRLiga, King of The Mic oraz Festiwal Rytm.
W 2008 roku uzyskał nominację do tytułu Świętochłowiczanin roku 2008.

## Dyskografia
Albumy solowe
| Rok  | Album                                                       |
| ---- | ----------------------------------------------------------- |
| 2011 | Daj mi wiarę - Data: 13 czerwca 2011 - Wydawca: Fonografika |
| 2019 | Oto Dono - Data: 22 maja 2019 - Wydawca: Wyrwani Recordz    |

Gościnne udziały
| Rok  | Utwór                                                            | Album                   |
| ---- | ---------------------------------------------------------------- | ----------------------- |
| 2004 | „Smak zwycięstwa” (Styl V.I.P., gościnnie: Dono)                 | Bez odwrotu             |
| 2007 | „Dotyk nocy” (High Grade, gościnnie: Dono)                       | Ostatnio kiedy...       |
| 2010 | „Ślepy zaułek” (Styl V.I.P., gościnnie: Dono)                    | N.M.T.N.Z.              |
| 2011 | „Radio Killa (66.6 FM)” (Pih, gościnnie: Dono, Ero, Słoń)        | Dowód rzeczowy nr 2     |
| 2014 | „Być i mieć” (Peja, White House, gościnnie: Dono, DJ Ace)        | Książę aka. Slumilioner |
| 2016 | „W czasie gdy...” (Peja, DJ Zel, gościnnie: Dono)                | DDA                     |
| 2016 | „Nie pogrywaj ze mną” (Peja, DJ Zel, gościnnie: Dono)            | DDA                     |
| 2016 | „Reprezentacja” (Mei, gościnnie: Dono, Verte)                    |                         |
| 2016 | „Od nowa” (Mei, gościnnie: Dono)                                 |                         |
| 2017 | „Stawiam na swoich” (Perszing, gościnnie: Dono, Bonus RPK, Miku) | Stawiam na swoich       |

## Teledyski
| Rok  | Tytuł                                                 | Reżyseria/Realizacja                    | Album        |
| ---- | ----------------------------------------------------- | --------------------------------------- | ------------ |
| 1996 | (statysta w) Ciemna Strona Miasta - 100% Dziewczyna   |                                         |              |
| 2011 | „Udowodnij, że potrafisz” (gościnnie: Peja, Pih, Mes) | Przedmarańcza                           | Daj mi wiarę |
| 2011 | „Co ty możesz wiedzieć" (gościnnie: Gosia Orczyk)     | Tomasz Donocik, Tomasz Walus            | Daj mi wiarę |
| 2012 | „Jak wody” (gościnnie: Angela Wynar)                  | Tomasz Donocik, Tomasz Walus            | Daj mi wiarę |
| 2012 | „Prowokacja”                                          |                                         | Daj mi wiarę |
| 2017 | „Oto”(gościnnie: Gosia Orczyk)                        | Destyle / Wyrwani                       | Oto Dono     |
| 2018 | „Od lat”(gościnnie: Gosia Orczyk)                     | Destyle / Wyrwani                       | Oto Dono     |
| 2018 | „Choć raz”(gościnnie: Gosia Orczyk)                   | Destyle / Wyrwani                       | Oto Dono     |
| 2019 | „Sens”                                                | Video.de.Production / Destyle / Wyrwani | Oto Dono     |

## Filmografia
| Rok  | Tytuł            | Uwagi                                                          |
| ---- | ---------------- | -------------------------------------------------------------- |
| 2008 | Biuro kryminalne | jako Roberto, serial fabularny, reżyseria: Dominik Matwiejczyk |